# Clotworthy Rowley (1er baron Langford)
Clotworthy Rowley, 1er baron Langford (31 octobre 1763 – 13 septembre 1825) est un pair irlandais.

## Biographie
Il est le quatrième fils de Thomas Taylour (1er comte de Bective), et de sa femme Jane, fille de Hercules Langford Rowley, et d'Elizabeth Rowley, 1re vicomtesse Langford (titre éteint en 1796). Thomas Taylour (1er marquis de Headfort), Hercules Taylour et Robert Taylour sont ses frères aînés. Il hérite des domaines de Rowley en 1796 et prend la même année sous licence royale le nom de famille de Rowley au lieu de Taylor. Il représente Trim à la Chambre des communes irlandaise de 1791 à 1795. Il siège ensuite pour Meath jusqu'en 1800, date à laquelle le titre de Langford est repris et Taylor élevé dans la pairie d'Irlande sous le nom de baron Langford de Summerhill dans le comté de Meath.
Lord Langford décède en septembre 1825, à l'âge de 61 ans, et son fils Hercules lui succède comme baron.